# Bergstraße

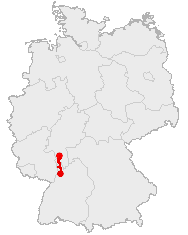
Mapa da Alemanha, em destaque a Bergstraße

Bergstraße é uma estrada localizada entre a região de Darmstadt passando por Heidelberg até Wiesloch em Baden.

## História
A Bergstraße foi usada já na época romana como via militar e de comércio. Seu nome é desde o ano 1165 comprovado como "bergstrasen". O nome strata montana (forma latinizada de "estrada da montanha") não é originado do Império Romano, mas sim da época do humanismo. De épocas anteriores são registrados os nomes strata publica (795), platea montium (819) e montana platea (1002) überliefert.